# Filippo Micheli
Filippo Micheli (Montefranco, 15 dicembre 1911 – Terni, 25 novembre 1995) è stato un politico italiano.

## Biografia

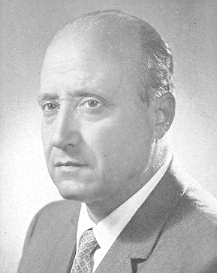
Micheli ai tempi della V legislatura

Figlio di un falegname e di una casalinga, in gioventù militò nell'Azione Cattolica (prima come delegato degli aspiranti e poi come presidente diocesano) e durante il ventennio difese il movimento dalla repressione fascista.
Insieme a Paolo Emilio Taviani, fu tra i fondatori della Democrazia Cristiana in Umbria. Nel dopoguerra fu parte del Comitato Provinciale di Liberazione, fu assessore al comune di Terni e ricoprì gli incarichi di sindaco e consigliere nei comuni di Stroncone, Assisi, Norcia e Gualdo Tadino.
Eletto per la prima volta alla Camera dei deputati nel 1948 per la circoscrizione Perugia-Terni-Rieti, fu deputato per un periodo ininterrotto di 46 anni, fino al 1994, dalla prima all'undicesima legislatura. Nel 1972, oltre che alla Camera, fu eletto anche al Senato, per la provincia di Rieti.
Fu sottosegretario di Stato all'Industria e Commercio dal luglio 1955 al dicembre 1963 (nei governi Segni I, Zoli, Fanfani II, Segni II, Tambroni, Fanfani III, Leone I), con la sola interruzione nel periodo da novembre 1961 a giugno 1963, in cui ricoprì l'incarico di sottosegretario di Stato alle Finanze (nei governi Fanfani III e IV), funzione che sarebbe tornato a ricoprire, in seguito, dall'agosto al novembre del 1969 nel governo Rumor II.
Fu a lungo parte della direzione nazionale della Democrazia Cristiana. Nel 1969 fu nominato segretario nazionale amministrativo della DC, incarico che mantenne fino al 1981. In questa veste fu coinvolto da un'inchiesta su presunti finanziamenti di petrolieri alla Democrazia Cristiana (il cosiddetto scandalo dei petroli), nella quale era accusato dei reati di corruzione e di peculato; nell'agosto 1979 la magistratura chiese alla Camera l'autorizzazione a procedere, che gli fu negata nel febbraio del 1982, salvando Micheli dall'arresto.
Tra gli anni sessanta e settanta fu ideatore del piano umbro, un progetto indirizzato allo sviluppo territoriale della regione che prevedeva la realizzazione di una serie di opere infrastrutturali, come la superstrada Rieti-Terni, il raddoppio delle tratte ferroviarie Orte-Falconara e Terni-Sulmona, oltre che il potenziamento delle risorse turistiche e industriali.
A Micheli sono state intitolate delle vie nel nucleo industriale di Rieti (l'ex via della telematica), a Terni (Largo Micheli, una porzione della precedente Via della Rinascita) e ad Orvinio, nonché un memorial ciclistico con partenza e arrivo a Labro, borgo sull'altopiano reatino.